# If U Seek Amy
"If U Seek Amy"(이프 유 시크 에이미)는 미국의 가수 브리트니 스피어스의 여섯번째 음반 Circus의 세 번째 싱글이다.